# 鍾毓 (満洲国)
鍾 毓（しょう いく、1879年10月28日 – 没年不詳）は、中華民国・満洲国の官僚・外交官。別号は輯五。中華民国時代は奉天派の行政官僚・外交官をつとめた。満洲国では初代黒河省長となっている。

## 事績

### 民国時代の活動
清末に日本へ留学し、1908年（光緒34年/明治41年）に法政大学法政速成科第五班政治部を卒業した。
中華民国では黒龍江省呼蘭県知事、三姓正紅旗佐領を経て、1919年（民国8年）3月13日に外交部特派黒龍江交渉員署理に任命される。同年10月28日、同交渉員に正式に任命された。翌1920年（民国9年）2月5日、呼倫貝爾（ホロンバイル）善後事宜督弁（後に呼倫貝爾交渉員）に任命され、1921年（民国10年）2月17日までつとめた。同年5月8日、吉林全省警務処処長兼警察庁庁長（吉林督軍：孫烈臣）に任命されている。
1924年（民国13年）4月25日に孫烈臣が死去し、28日に張作相が後任の吉林督軍となる。同年7月14日に鍾毓は外交部特派吉林交渉員に改任された。翌1925年（民国14年）1月7日から王嘉沢がこの地位に就いたものの、6月19日に鍾毓が署理として返り咲く。1927年（民国16年）5月2日、同交渉員に正式に任命された。
張学良による易幟直後の1928年（民国17年）12月31日、張作相を主席とする吉林省政府で鍾毓は省政府委員に任命された。翌1929年（民国18年）11月5日、再び外交部特派吉林交渉員を兼任している。以後、省政府委員には満洲事変まで在任しているが、交渉員は短期で退任したと見られる。
満洲国成立に際しては、煕洽の指示に従い建国準備事務に携わる。鶴崗煤鉱公司常務董事を経て、1933年（大同2年）6月、黒龍江省民政庁長に就任した。1934年（康徳元年）12月1日、黒河省成立と共に初代省長に就任した。1937年（康徳4年）7月1日、退任している。以後、満洲電業株式会社監事や満洲鉱業開発株式会社副理事長、満洲採金株式会社常務理事を歴任しており、1940年（康徳7年）時点では後二者につき在任中であると確認できる。
1941年以降における鍾毓の行方は不詳となっている。なお、『大衆人事録 第十三版 外地・満支・海外篇』（昭和15年刊行）、「満洲」76頁には鍾に関する記載があるものの、次版の第十四版（昭和18年11月刊行）から当該記載が脱落している。

## 注
1. 1 2  帝国秘密探偵社編(1940)、「満洲」76頁。
2. 1 2 3  満蒙資料協会編(1940)、100頁。
3. ↑  尾崎監修(1940)、21頁は「1875年生まれ」としているが、帝国秘密探偵社編(1940)と満蒙資料協会編(1940)に従う。
4. 1 2 3 4  尾崎監修(1940)、21頁。
5. ↑  北京政府『政府公報』、『国民政府公報』などの表記に従う。鐘 毓（『省政彙覧』、『大衆人事録』など）や錘 毓は誤記。
6. ↑  劉ほか編(1995)、1478頁。
7. ↑  法政大学大学史資料委員会編(1988)、156頁。
8. 1 2 3  中華民国政府官職資料庫「姓名：鍾毓」※同姓同名の人物（台湾の林業技官）が含まれることに注意
9. ↑  劉ほか編(1995)、211-212頁。
10. ↑  劉ほか編(1995)、959頁。
11. ↑  劉ほか編(1995)、1193頁。